# Syrphus fuscanipennis
Syrphus fuscanipennis är en tvåvingeart som beskrevs av Macquart 1846. Syrphus fuscanipennis ingår i släktet solblomflugor, och familjen blomflugor. Inga underarter finns listade i Catalogue of Life.